# Dolní Okna
Dolní Okna (jinak též Poustka, německy Heide) je zaniklá osada v okrese Česká Lípa v bývalém vojenském prostoru Ralsko, kvůli jehož založení zanikla. Ležela asi 4 km severovýchodně od Kuřívod a zhruba 7 km východojihovýchodně od Mimoně. Byla správně podřízena nedaleké, rovněž zaniklé obci Okna (pozn.: nezaměňovat tuto obec s vzdálenější obcí Okna na jihozápadě, německy označovanou jako Woken bei Hirschberg, tj. Okna u Doks). Původní zabrané katastrální území bylo Okna, současné je Ploužnice pod Ralskem v novodobém městě Ralsko.

## Popis

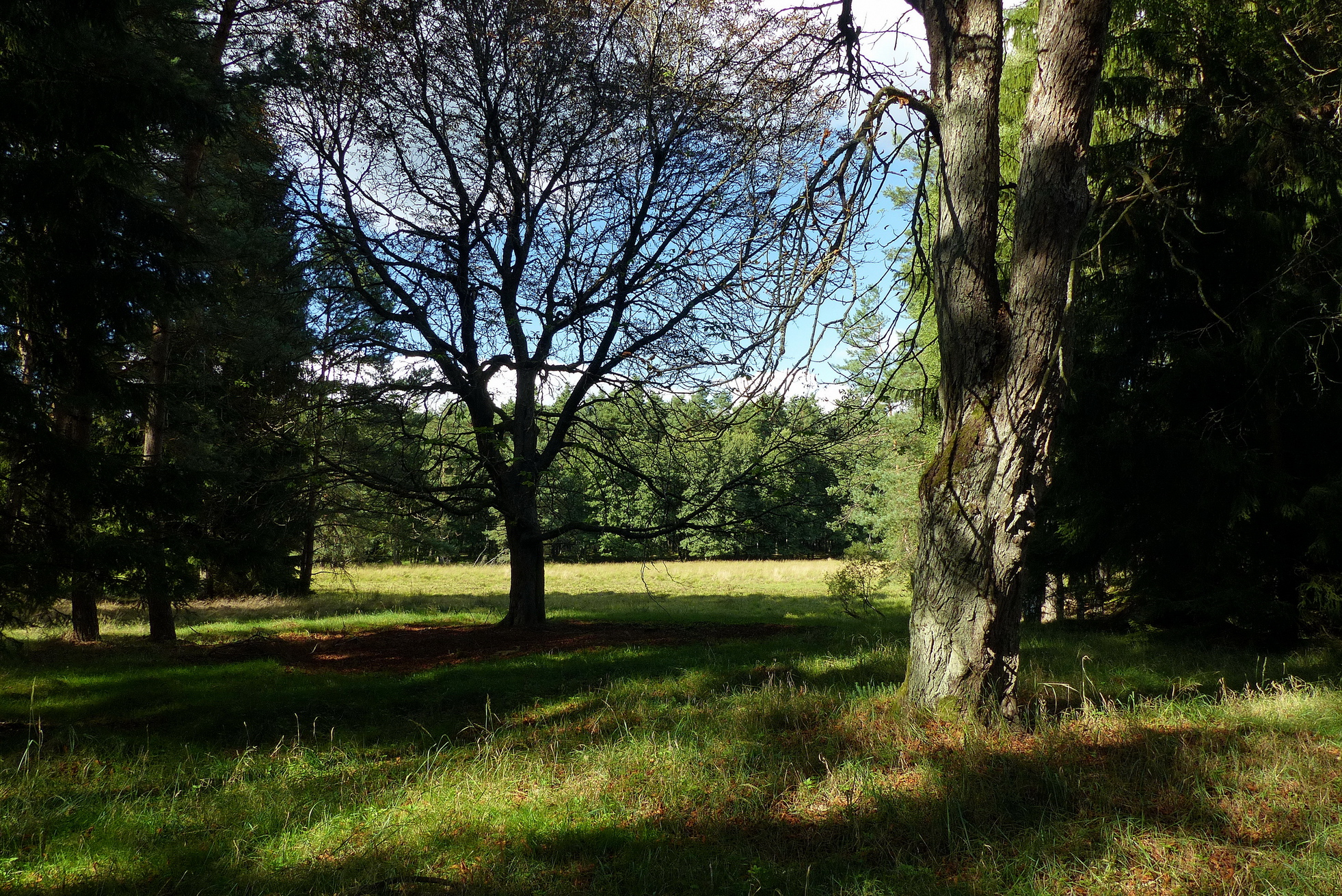
Bývalá Dolní Okna

Osada ležela v nadmořské výšce přibližně 320 m, asi 4 km vzdušnou čarou severovýchodně od Kuřívod u okraje mokřadní nivy Ploužnického potoka na jeho levém břehu, při severní straně silnice z Hvězdova do Jablonečku, po níž vede cyklostezka č. 241. Nyní je toto místo porostlé lesem. V současnosti je celá tato oblast uvnitř obory Židlov. Z osady se nedochovaly žádné výraznější pozůstatky. V katastru nemovitostí je území někdejší obce evidováno jako lesní pozemek, který je v majetku České republiky.
Mezi Dolními Okny a Okny u pramene Ploužnického potoka stála myslivna. Z někdejší myslivny zůstaly jen základy a několik starých stromů. Ve svahu poblíž se zachovaly dva sklepy, postavené z pískovcových kvádrů. V jednom z nich vyvěrá boční pramen Ploužnického potoka, který byl využíván jako zdroj pitné vody pro myslivnu.

## Historie
Vesnice Poustka neboli Dolní Okna vznikla pravděpodobně až v době po třicetileté válce. Před 1. světovou válkou byly v Poustce a Oknech varny smůly. Po 1. světové válce byla u silnice do Mimoně ještě poslední provozovna, kde se vyrábělo pálením dřevěné uhlí.
Při sčítání lidu roku 1921 bylo v Dolních Oknech 5 domů s 26 obyvateli výhradně německé národnosti. Farní úřad byl v Jablonečku, zdravotní obvod v Kuřívodech, četnická stanice, pošta a telegraf v Olšině (4,5 km) a železniční stanice v Mimoni (9,5 km).